# Rengsjö församling
Rengsjö församling är en församling i Hälsinglands södra kontrakt i Uppsala stift. Församlingen ingår i Bollnäs pastorat och ligger i Bollnäs kommun i Gävleborgs län.

## Administrativ historik
Församlingen har medeltida ursprung. Församlingen var till 1878 annexförsamling i pastoratet Mo och Rengsjö för att därefter till 1995 utgöra ett eget pastorat. 1995 bildade församlingen med Bollnäs församling ett gemensamt pastorat, Bollnäs-Rengsjö pastorat. Från 2014 ingår församlingen i ett nybildat Bollnäs pastorat.

## Kyrkor
- Rengsjö kyrka